# Signy Aarna
Signy Aarna (Ahja, Põlvamaa, 4 oktober 1990) is een Estisch voetbalster die momenteel onder contract staat bij Åland United. De aanvalster begon haar profcarrière bij FC Lootos Põlva. 

## Jeugd
Aarna begon haar carrière bij FC Lootos als doelvrouw in 2003. In 2005, 2007 en 2008 werd ze Estisch jeugdkampioen in verschillende leeftijdsklassen.

## FC Lootos Põlva
In 2008 begon Aarna haar seniorencarrière bij FC Lootos, waar ze in de jeugd al vijf jaar voetbalde. FC Lootos won de Esiliiga en Aarna werd topscorer met 48 doelpunten. FC Lootos promoveerde naar de Meistriliiga. Aarna heeft het record in handen voor meeste wedstrijden voor FC Lootos, 111 keer mocht ze binnen de lijnen treden. Ze maakte in die 111 wedstrijden 153 doelpunten.

## Pallokissat
Ondanks aanbiedingen van andere Meistriliiga clubs, bleef ze nog tot 2013 bij FC Lootos. Daarna verliet ze Estland en ging naar Finland. Ze tekende daar een contract bij Pallokissat, dat uitkomt in de Naisten Liiga.